# Tsũi Goab Fluctus
Lo Tsũi Goab Fluctus è una struttura geologica della superficie di Io.